# Ameronothrus lapponicus
Ameronothrus lapponicus är en kvalsterart som beskrevs av Dalenius 1963. Ameronothrus lapponicus ingår i släktet Ameronothrus och familjen Ameronothridae. Arten är reproducerande i Sverige. Inga underarter finns listade i Catalogue of Life.